# Кравцев, Анатолий Фёдорович
Анатолий Фёдорович Кра́вцев (23 декабря 1911, Кинель, Самарская губерния — 15 августа 1986) — советский инженер, конструктор гусеничного плавающего транспортера К-61, инженер-полковник. Кандидат технических наук (1968), доцент.

## Биография
Анатолий Кравцев родился 23 декабря 1911 года на станции Кинель Алексеевской волости Самарского уезда Самарской губернии, ныне город — административный центр городского округа Кинель Самарской области. Отец, Кравцев Федор Васильевич, работал агрономом в Кинельском сельскохозяйственном училище, которое в 1919 году было реорганизовано в Самарский сельскохозяйственный институт. Мать, Александра Ивановна, была домохозяйкой и воспитывала троих детей.
В 1929 году окончил среднюю школу и поступил в Московский автотракторный институт имени М. В. Ломоносова, преобразованный в 1932 году в Военную академию механизации и моторизации РККА имени И. В. Сталина. В 1934 году окончил с отличием ВАММ РККА.
С марта 1934 года инженер-конструктор Армейских автобронетанковых мастерских Особой Краснознамённой Дальневосточной армии. В 1934 году для запуска танка Т-26 в зимних условиях, им был разработан «Автостартер — системы Кравцева», работающий от любой грузовой автомашины. Производство автостартера этой конструкции было организованно на Горьковском автомобильном заводе. Всего было выпущено 150 штук.
В 1934—1935годах предложил конструкцию танкового дымового прибора, который размещался на задней части корпуса танка. В начале Великой Отечественной войны «Танковый дымовой прибор» был принят на вооружение Рабоче-крестьянской Красной Армии. Он позволял танку устанавливать дымовую завесу, которая закрывала его от противника. Так же Анатолием Кравцевым был придумал способ сбрасывания торпед с самолётов.
Член ВКП(б), в 1952 году партия переименована в КПСС.
В августе 1941 года военинженер 2 ранга А. Ф. Кравцев был назначен помощником начальника Сталинградского военного танкового училища по технической части. В начале сентября 1942 года училище эвакуировано в город Курган.
23 сентября 1944 года инженер-подполковник А. Ф. Кравцев был назначен начальником Центрального авторемонтного завода Главного управления оборонительного строительства Красной Армии (ГУОСКА, ст. Нахабино Московской области). 31 декабря 1946 года был назначен начальником 9-го отдела бронеинженерых средств НИИИ СВ (п. Нахабино).
С 6 января 1948 года начальник Особого конструкторского бюро Инженерного комитета Сухопутных войск, а с 1951 года стал главным конструктором переименованного Особого конструкторского бюро Инженерных войск Советской Армии — ОКБ ИВ СА, в звании полковника. Под его руководством и при его непосредственном участии были созданы: первый в мире гусеничный плавающий транспортер К-61, танковый мостоукладчик, гусеничный самоходный паром ГСП, семейство землеройных машин, минные заградители и разградители, самоходный десантный танконосец К-71, лёгкий плавающий танк К-90.
В 1954—1961 годах являлся главным конструктором Научно-исследовательского инженерного института имени Д. М. Карбышева (Нахабино).
С 1966 года преподавал в МАДИ, активно участвовал в работе студенческого конструкторского бюро. Кандидат технических наук (1968), доцент.
Имел первый спортивный разряд в теннисе.
Анатолий Фёдорович Кравцев умер 15 августа 1986 года.

## Награды и премии
- Сталинская премия III степени, 1951 год — за работу в области техники (создание гусеничного плавающего транспортера)
- Орден Красного Знамени, 5 ноября 1954 года
- Орден Красной Звезды, дважды: 16 августа 1936 года, 30 апреля 1947 года
- Орден «Знак Почёта», 15 декабря 1943 года[3][4]
- Медаль «За боевые заслуги», 3 ноября 1944 года[5]
- Медаль «За победу над Германией в Великой Отечественной войне 1941—1945 гг.»
- Заслуженный изобретатель РСФСР, 1968 год

## Семья
Анатолий Кравцев был женат, в семье двое детей: сын — офицер, дочь Валентина Кравцева — преподаватель.

## Сочинения
- Кравцев, А. Ф. Исследование, создание и внедрение первого гусеничного плавающего транспортера Советской Армии (доклад). — М., 15ЦНИИИ, 1967 г. 265 с.